# Steve John Shepherd
Steven "Steve" John Shepherd es un actor británico, más conocido por haber interpretado a Michael Moon en la serie EastEnders. 

## Biografía
En 2000 Steve comenzó a salir con la actriz Martine McCutcheon; sin embargo la relación terminó en 2001. Steve se casó en 2004 y tiene dos hijos.

## Carrera
En 1996 se unió al elenco de la aclamada serie This Life donde interpretó a Jo hasta 1997. 
En el 2005 interpretó a James en la película The Best Man, interpretada por Stuart Townsend, Amy Smart y Seth Green.
De 1998 al 2000 participó en películas como Maisie Raine, Virtual Sexuality, G:MT - Greenwich Mean Time, An Unsuitable Job For A Woman y en Forgive and Forget, donde interpretó a David un joven hombre que se encuentra confundido acerca de su sexualidad y que termina enamorándose de su mejor amigo Theo (John Simm).
En el 2002 obtuvo un pequeño papel en la exitosa película Star Wars: Episodio II - El ataque de los clones donde interpretó a un teniente Naboo; un año después apareció en la película Boudica. 
Entre el 2004 y el 2005 apareció en las películas Layer Cake, The Last Chancers, Too Much Too Young, Dalziel and Pascoe, entre otras... 
En el 2009 se unió al elenco del sitcom Lunch Monkeys, donde interpretó a Charlie, hasta el final de la serie en el 2011.
En el 2010 interpretó a Carl, un vampiro gay durante el segundo episodio de la segunda temporada de la serie Being Human.
El 1 de octubre de 2010 se unió al elenco de la exitosa serie británica EastEnders donde interpretó Michael Moon, Michael es el primo de Alfie Moon (Shane Richie), hasta el 1 de noviembre de 2013 después de que su personaje fuera asesinado en defensa propia por su esposa Janine Butcher.
En el 2011 interpretó a Max Harding en un episodio de la serie Waking the Dead.

## Filmografía

### Series de televisión
| Año         | Título                      | Personaje             | Notas                        |
| ----------- | --------------------------- | --------------------- | ---------------------------- |
| 2010 - 2013 | EastEnders                  | Michael Moon          | 304 episodios                |
| 2011        | Waking the Dead             | Max Harding           | episodio "Care: Part 2"      |
| 2009 - 2011 | Lunch Monkeys               | Charlie               | 12 episodios                 |
| 2010        | Taggart                     | Det. Moretti          | episodio "Bad Medicine"      |
| 2010        | Material Girls              | Jed Nicholls          | episodio # 1.4               |
| 2010        | Being Human                 | Carl                  | episodio # 2.2               |
| 2009        | Plus One                    | Paul                  | 5 episodios                  |
| 2007        | Comedy Showcase             | Howard Stubbs         | episodio "Dead and Buried"   |
| 2007        | Bonkers                     | Andrew                | 4 episodios                  |
| 2007        | Lilies                      | Claude Freeman        | episodio "The White Charger" |
| 2006        | New Tricks                  | Larry Bevan           | episodio "Lady's Pleasure"   |
| 2006        | Dalziel and Pascoe          | Steve Pitt            | 2 episodios                  |
| 2004        | The Last Chancers           | Paul                  | 2 episodios                  |
| 2003        | Spine Chillers              | Stevie                | episodio "The Lovegods"      |
| 2000        | The Knock                   | Rick Foster           | episodio # 5.2               |
| 1999        | An Unsuitable Job for Woman | Lee                   | episodio "Living on Risk"    |
| 1998 - 1999 | Maisie Raine                | D.C. George Kyprianou | 12 episodios                 |
| 1996 - 1997 | This Life                   | Jo                    | 31 episodios                 |

### Películas
| Año  | Título                                       | Personaje         | Notas                                                      |
| ---- | -------------------------------------------- | ----------------- | ---------------------------------------------------------- |
| 2010 | On Expenses                                  | Vaci              | junto a Brian Cox                                          |
| 2007 | Too Much Too Young                           | Vic Chambers      | junto a Adam Croasdell                                     |
| 2007 | Romance                                      | Russell           | corto - junto a Maimie McCoy y Joseph Steyne               |
| 2007 | The Bad Mother's Handbook                    | Steve Cooper      | junto a Robert Pattinson, Holliday Grainger y Oliver Lee   |
| 2005 | The Best Man                                 | James             | junto a Stuart Townsend                                    |
| 2004 | Layer Cake                                   | Tiptoes           | junto a Daniel Craig                                       |
| 2003 | Boudica                                      | Catus             | junto a Alex Kingston, Emily Blunt y Andrew Lee Potts      |
| 2003 | Real Men                                     | Brian Marshall    | junto a Ben Daniels, Stephen Lord y Zoe Telford            |
| 2001 | Star Wars: Episode II - Attack of the Clones | Teniente de Naboo | junto a Temuera Morrison                                   |
| 2001 | Nos You See Her                              | Alan              | junto a Amanda Holden y Nicolas Gleaves                    |
| 2001 | From Hell                                    | Oficial Especial  | junto a Johnny Depp                                        |
| 2001 | Me Without You                               | Carl              | junto a Anna Friel y Michelle Williams                     |
| 2000 | Forgive and Forget                           | David O'Neil      | junto a John Simm y Laura Fraser                           |
| 1999 | GMT: Greenwich Mean Time                     | Sam               | junto a Alec Newman, Chiwetel Ejiofor y Alun Armstrong     |
| 1999 | Virtual Sexuality                            | Jason             | junto a Laura Fraser y Rupert Penry-Jones                  |
| 1998 | I Want You                                   | Sam               | junto a Rachel Weisz, Alessandro Nivola y Ben Daniels      |
| 1998 | RPM                                          | Rudy              | junto a David Arquette, Emmanuelle Seigner y Famke Janssen |
| 1996 | The One That Got Away                        | Pequeño Bob       | -                                                          |

### Teatro
| Año  | Título                          | Personaje | Director    | Teatro                 | Notas                                                          |
| ---- | ------------------------------- | --------- | ----------- | ---------------------- | -------------------------------------------------------------- |
| 2004 | Sing Yer Heart Out For The Lads | Lee       | Paul Miller | Royal National Theatre | junto a Neal Barry, Callum Dixon, Gawn Grainger y Tanya Franks |

## Premios y nominaciones
| Año  | Categoría          | Premio                     | Serie      | Resultado |
| ---- | ------------------ | -------------------------- | ---------- | --------- |
| 2013 | Best Bad Boy       | Inside Soap Award          | EastEnders | Nominado  |
| 2011 | Best Newcomer      | Inside Soap Award          | EastEnders | Nominado  |
| 2011 | Best Soap Newcomer | TV Quick & TV Choice Award | EastEnders | Nominado  |